# Bryki (powiat siemiatycki)
Bryki (białorus. Брыкі) – wieś w Polsce położona w województwie podlaskim, w powiecie siemiatyckim, w gminie Drohiczyn.
W latach 1975–1998 miejscowość należała administracyjnie do województwa białostockiego.
Według Powszechnego Spisu Ludności z 1921 roku wieś Bryki liczyła 27 domostw i zamieszkiwana była przez 166 osób. Większość mieszkańców w liczbie 144 zadeklarowało wyznanie prawosławne, zaś pozostałe 22 podało wyznanie rzymskokatolickie. Jednocześnie białoruską przynależność narodową zadeklarowała większość mieszkańców w liczbie 95 osób, natomiast polską tożsamość narodową podało 71 osób.
W folwarkach Bryki Dolne i Bryki Górne zamieszkiwało 51 osób, wśród których 41 było wyznania rzymskokatolickiego, 5 prawosławnego a 5 mojżeszowego. Jednocześnie 42 mieszkańców zadeklarowało polską przynależność narodową a 9 białoruską. Było tu 5 budynków mieszkalnych.
W strukturze Cerkwi prawosławnej w Polsce miejscowość podlega parafii świętych Kosmy i Damiana w Narojkach, natomiast wierni kościoła rzymskokatolickiego należą do parafii św. Rocha w Miłkowicach-Maćkach.